# Henry Richardson Labouisse, Jr.
Henry Richardson Labouisse, Jr. (11 tháng 2 năm 1904 – 25 tháng 3 năm 1987) là một nhà ngoại giao và chính khách Mỹ. Ông là Giám đốc thứ ba của Cơ quan Cứu trợ và Công trình của Liên Hợp Quốc cho người tị nạn Palestine ở Cận Đông (UNRWA) từ năm 1954 đến 1958. Ông là giám đốc của Quỹ Nhi đồng Liên hợp quốc trong nhiều năm (1965 - 1979). Ông cũng là thành viên của Hội đồng Quan hệ đối ngoại. Một luật sư, ông là Đại sứ Hoa Kỳ tại Pháp 1952 - 1954, cũng như Đại sứ Hoa Kỳ tại Hy Lạp 1962 - 1965. Labouisse đã từng là quan chức chính của Bộ Ngoại giao Hoa Kỳ đối phó với việc thực hiện Kế hoạch Marshall.
Ông được sinh ra cho Henry Richardson Labouisse Sr. và Frances Devereux (Huger) Labouisse, cháu gái của Leonidas Polk, ở New Orleans, Louisiana. Ông kết hôn với Elizabeth Scriven Clark vào ngày 29 tháng 6 năm 1935. Ông kết hôn với Ève Curie vào năm 1954, chín năm sau khi Elizabeth qua đời. Cuộc hôn nhân với Ève khiến anh trở thành con rể của Marie và Pierre Curie, người giành giải thưởng Nobel. Năm 1965, ông đã thay mặt UNICEF nhận giải thưởng Nobel vì hòa bình và trở thành một trong năm người đoạt giải thưởng Nobel của gia đình Curie
Có một giải thưởng trong danh dự của ông được thành lập tại Đại học Princeton, trường cũ của ông, được trao cho một sinh viên tốt nghiệp mỗi năm.

## Tiểu sử
Anh là con trai của Henry Richardson Labouisse, Sr và vợ Frances Devereux Huger Labouisse. Tên tiếng Pháp Labouisse là do tổ tiên Cajun của ông.
Sau khi hành nghề luật sư ở New York, ông làm việc ở châu Âu cho Kế hoạch Marshall, sau khi kết thúc Chiến tranh thế giới thứ hai, tại Đại sứ quán Hoa Kỳ ở Pháp từ 1951 đến 1954, trước khi được bổ nhiệm Giám đốc cứu trợ của Liên Hợp Quốc và làm việc của LHQ cho Palestine tị nạn trong vùng Cận Đông (UNRWA - cứu trợ của Liên Hợp Quốc và các công trình cơ quan cho Palestine tị nạn ở vùng Cận Đông).
Vào những năm 1960, ông là giám đốc của Cơ quan Điều hành Hợp tác Quốc tế Hoa Kỳ, sau đó là Đại sứ Hoa Kỳ tại Hy Lạp (1962-1965), trước khi trở thành Giám đốc Điều hành của UNICEF từ tháng 6 năm 1965 (và cho đến khi vào tháng 12 năm 1979).
Chính sách của Henry Labouisse tại UNICEF dựa trên khái niệm rằng "sự thịnh vượng của trẻ em ngày nay không thể tách rời khỏi hòa bình trong thế giới ngày mai". Henry Labouisse đã đóng góp rất lớn cho sự nghiệp nhân đạo, bằng nhiều chuyến đi ra nước ngoài.
Ông đã nhận được giải thưởng Nobel Hòa bình thay mặt cho UNICEF vào ngày 10/12/1965.
Vào ngày 29 tháng 6 năm 1935, ông kết hôn với Elizabeth Scriven Clark, người mà ông có một cô con gái, Anne, và qua đời năm 1945. Năm 1954, ông kết hôn với Ève Curie, con gái của giải thưởng Nobel Vật lý nổi tiếng Pierre Curie và Marie Curie.